# 798 Gruziński Batalion Piechoty
798 Gruziński Batalion Piechoty (ros. Georgische Infanterie Bataillon 798) – oddział wojskowy Wehrmachtu złożony z Gruzinów podczas II wojny światowej.

## Historia
Batalion został sformowany 10 grudnia 1942 r. w Kruszynie koło Radomia. Miał cztery kompanie. Formalnie wchodził w skład Legionu Gruzińskiego. Na jego czele stanął kpt. Kulke. Na początku 1943 r. trafił na front wschodni. Na początku 1944 r. przeniesiono go do okupowanej północnej Francji. Podlegał 7 Armii. Nowym dowódcą został kpt. Kobiaszwili. Batalion wszedł w skład 265 Dywizji Piechoty gen. Walthera Düverta. Stacjonował w rejonie Saint-Nazaire. Po inwazji alianckiej w Normandii 6 czerwca 1944 r. walczył z amerykańską 4 Dywizją Piechoty, ponosząc bardzo duże straty. Dwie osłabione kompanie batalionu zdołały wycofać się do Niemiec.